# Polleke
Polleke is een serie Nederlandse jeugdboeken van Guus Kuijer, die  geïllustreerd zijn door Alice Hoogstad.  In 2003 is de serie verfilmd.

## Inhoud
Polleke is een 11-jarig meisje dat opgroeit in een flat in de grote stad. Haar ouders zijn gescheiden; haar vader Spiek zwerft over straat en gebruikt drugs en haar moeder is nogal excentriek. Polleke wordt verliefd op haar overbuurjongen, de Marokkaanse jongen Mimoen, maar ze mogen elkaar van zijn familie niet meer zien. Dit mondt uit in een soort Romeo en Julia-situatie.

## Boeken
| Nummer | Jaar | Titel                          | Opmerking                                                    |
| ------ | ---- | ------------------------------ | ------------------------------------------------------------ |
| 1.     | 1999 | "Voor altijd samen, amen"      | Gouden Griffel 2000; Jonge Gouden Uil 2000                   |
| 2.     | 2000 | "Het is fijn om er te zijn"    |                                                              |
| 3.     | 2000 | "Het geluk komt als de donder" |                                                              |
| 4.     | 2001 | "Met de wind mee naar de zee"  | Zilveren Griffel, 2002                                       |
| 5.     | 2001 | "Ik ben Polleke hoor!"         | Kinderboekenweekgeschenk 2001; Woutertje Pieterse Prijs 2003 |

## Film
De gelijknamige film uit 2003 naar het boek is een productie van Egmond Film and Television in coproductie met VPRO-televisie.
- Regie: Ineke Houtman
- Scenario: Maarten Lebens en Rob Arends
- Camera: Sander Snoep

### Rolverdeling
| Acteur               | Personage                                  |
| -------------------- | ------------------------------------------ |
| Liv Stig             | Polleke                                    |
| Mamoun Elyounoussi   | Mimoen                                     |
| Halina Reijn         | Moeder Polleke: Tina                       |
| Daan Schuurmans      | Vader Polleke: Gerrit, Wordt Spiek genoemd |
| Frank Lammers        | Meester Wouter                             |
| Helmert Woudenberg   | Opa Polleke                                |
| Marja Kok            | Oma Polleke                                |
| Rosa Boesten         | Caro                                       |
| Vanessa Coco Morales | Consuelo                                   |
| Odin Delver          | Tom                                        |
| Chaib Massaoudi      | Vader Mimoen                               |
| Nuzha Salah          | Moeder Mimoen                              |
| Susan Visser         | Ina                                        |
| Veerle Dobbelaere    | Dina                                       |

De film is later verwerkt tot serie voor Villa Achterwerk. Over de opnamen van de film heeft schrijfster Bibi Dumon Tak in opdracht van uitgeverij Querido het bekroonde boek Camera loopt... actie! geschreven.